# Богдана
Богда́на — жіноче ім'я, що означає «Богом дана». Утворене від чоловічого імені Богдан.
Інші форми імені: Дана, Данка, Дануся, Данонька, Данулька тощо.
Форми імені Дана, Данка, Даночка зустрічаються переважно в Івано-Франківській, Закарпатській та Чернівецькій областях.

## Відомі носійки
- Богдана Анісова (нар. 1992) ― українська волейболістка.
- Богдана Карадочева (нар. 1949) ― болгарська естрадна співачка.
- Богдана Костюк (1964—2020) — українська журналістка.
- Богдана Неборак (нар. 1995) — українська журналістка, юристка та культурна менеджерка.
- Богдана Матіяш (нар. 1982) ― українська поетеса, редакторка, перекладачка, літературний критик. Молодша сестра письменниці та перекладачки Дзвінки Матіяш.
- Богдана Мацьоцька (нар. 1989) ― українська гірськолижниця, олімпійка.
- Богдана Павличко (нар. 1987) ― українська видавниця. Дочка письменників Михайла Загребельного та Соломії Павличко, онучка письменника Павла Загребельного та поета Дмитра Павличка.
- Богдана Півненко (нар. 1977) — українська скрипалька. Дочка художника Івана Марчука.
- Богдана Фільц (1932—2021) ― українська композиторка та музикознавиця.
- Богдана Фроляк (нар. 1968) ― українська композиторка. Молодша сестра композиторки Ганни Гаврилець.